# 夏煌
夏煌（1962年1月—），河北涿县人，中华人民共和国政治人物、外交官。

## 生平
1985年8月，毕业于外交学院外交学专业，赴比利时列日大学法学院、布鲁塞尔自由大学欧洲学院进修。1987年，进入中华人民共和国外交部工作，先后在外交部翻译室、驻加蓬大使馆任职。1996年，赴法国国立行政学院学习。1998年，回到外交部翻译室任职，后升任翻译室副主任。2002年，任驻法国大使馆参赞。2007年，挂职黑龙江省佳木斯市副市长。2009年11月，出任中华人民共和国驻尼日尔大使。2012年9月，出任中华人民共和国驻塞内加尔大使。2015年10月，出任中华人民共和国驻刚果共和国大使。2018年3月，自驻刚果共和国大使离任。
2019年1月，任联合国秘书长非洲大湖区问题特使。

## 荣誉

### 外国勋章奖章
- 国家雄狮指挥官勋章（英语：National Order of the Lion）（塞内加尔，2015年9月17日颁发[5]）

## 家庭
已婚，有一子。